# 炭酸ガス培養
炭酸ガス培養（たんさんガスばいよう、Capneic incubation）とは、細菌培養法の一種である。簡易法としてろうそくびん培養法がよく行われていた。

## 目的
淋菌（Neisseria gonorrhoeae）や髄膜炎菌（Neisseria meingitidis）等の炭酸ガス条件下での発育が促進されるような菌の培養や、5%程度の炭酸ガスと共に5%程度の酸素分圧でなければ発育しにくいキャンピロバクター（Campylobacter）やピロリ菌（Helicobacter pylori）などの微好気培養にも用いられる。

## 炭酸ガス培養の方法
炭酸ガス培養の方法としては主に次の方法が用いられる。

### ろうそくびん培養法
ろうそくびん培養法（Candle jar method)とは、炭酸ガス培養の一種で簡易的に炭酸ガス培養を行う方法として用いられている。

#### 用意するもの
- デシケーター
- ろうそく
- ワセリン
- ガーゼ

#### 方法
1. デシケーターの本体とふたの部分にワセリンを塗り気密状態になるようにする。
2. デシケーター本体の底に、水で湿らせたガーゼなどを入れる。
3. デシケーターの中底の上に菌を接種した培地を入れる。
4. デシケーターの中心部にろうそくを入れ、ろうそくに火をつけた後蓋をする。
5. ろうそくの火が消えた事を確認し、ふ卵器のなかに入れて培養する。

※【注意】火を使うので十分注意して使用する事。

### 炭酸ガスふ卵器による方法
炭酸ガスふ卵器（たんさんガスふらんき、CO2 Incubator)とは炭酸ガス培養を行うための装置で、センサーにより自動的に0%から20%までの設定範囲で炭酸ガス濃度が一定濃度になるように調整しながら培養する装置。さまざまな炭酸ガスふ卵器が販売されている。

### ガスパックによる方法
ガスパック法(ガスパックほう、Gas pak method)とは、手軽に炭酸ガス培養を行う方法で、炭酸ガス発生袋に指定量の水を入れて炭酸ガスを発生させる方法と、密閉されたガスパックを開封する事により炭酸ガスを発生する事ができる物とがある。

#### 用法
ガスパックを培養するシャーレと一緒にジャーの中に密閉する事により指定された濃度に近い炭酸ガスが発生する。なおガスパックの種類により、キャンピロバクター等の培養用に5から12%の炭酸ガスと、5から10%の酸素を含んだ環境となるようなガスパックも販売されている。